# Kryptonit (musikalbum av Kjell Höglund)
Kryptonit är Kjell Höglunds 13:e studioalbum, utgivet 27 augusti 2001 hos Atlantis.
Låten "Drömmen om Atlantis" hade spelats in och släppts som singel redan 1995; de övriga låtarna på albumet spelades in 2000-2001.
Låten "Schlager" släpptes som singel 26 mars 2001, och nådde som högst plats 15 på Svensktoppen (1 vecka).

## Mottagande
Kryptonit mottog det medelbra betyget 3/5 i Svenska Dagbladet, Göteborgsposten och Östersundsposten; recensenten i Göteborgsposten ansåg att skivans låttexter "håller sedvanlig klass och man finner sig snart yla dem tillsammans med Höglund och hans småvingliga och fängslande stämma."

## Låtlista
Text och musik: Kjell Höglund.
1. "Plaza Man" - 3:33
2. "Schlager" - 3:52
3. "Vin, kvinnor & sång" - 4:10
4. "Teater" - 5:33
5. "Norma Jean" - 4:03
6. "Botticelli da Vinci" - 5:46
7. "Hypnotizerad" - 4:22
8. "Sanningens minut" - 3:07
9. "Doktor Hyde" - 3:59
10. "Svarta Madonnan" - 4:06
11. "Drömmen om Atlantis" - 3:38
12. "Lyckans café" - 4:03
13. "Mayas slöjor" - 3:35

## Medverkande
- Kjell Höglund - gitarr (spår 13), sång, recitativ
- Tommy Lydell - programmering, produktion, keyboards, synth, piano, vibrafon
- Mohammed Denebi - produktion
- Staffan Astner - gitarr
- Tomas Bergqvist - percussion, stråkarrangemang, vocoder
- Esbjörn Svensson - synth, piano, atmosfärljud
- Dan Berglund - kontrabas
- Tina Ahlin - munspel
- Julia Sandberg Hansson - recitativ, kör
- Mattias Edrén - kör
- Lotta Ahlin - kör
- Britta Bergström - kör
- Sarah Dawn Finer - kör
- Micke Stenberg - kör
- Anders Burman - råd och support